# Something to Shout About
Something to Shout About (bra: Canta, Coração!, ou Canta Coração) é um filme musical estadunidense de 1943, dirigido por Gregory Ratoff. 
Estrelado por Don Ameche e Cyd Charisse, foi indicado a dois Oscars.

## Prêmios e indicações
| Prêmio     | Categoria              | Recipiente(s)                            | Resultado |
| ---------- | ---------------------- | ---------------------------------------- | --------- |
| Oscar 1946 | Melhor canção original | "You'd be so nice to come" (Cole Porter) | Indicada  |
| Oscar 1946 | Trilha sonora          | Morris Stoloff                           | Indicada  |

## Elenco
- Don Ameche – Ken Douglas
- Cyd Charisse – Jeanie Maxwell
- Jack Oakie – Larry Martin
- William Gaxton – Willard Samson
- Cobina Wright, Jr. – Donna Davis
- Veda Ann Borg – Flo Bentley
- Cyd Charisse (anunciada como Lily Norwood) – Lily